# 흡혈왕 바하문트
《흡혈왕 바하문트》는 쥬논이 쓴 장편 판타지 소설이다. 1권 ~ 12권으로 완결되었다.

## 작품개요
흡혈왕 바하문트의 고독한 12년 전쟁이 시작된다.
바하문트가 태어난 나라 나이드 왕국은 루흘연합국의 내정간섭과 국경 침략이 잦은 약소국이다. 철혈의 여제로 불리는 나이드 왕국의 여왕 일레나는 현명한 군주였지만, 그녀에게는 차마 입에 담지 못할 추문이 떠돌고 있다. 그것은 오직 외모만 보고 선발한다고 알려진 왕실 근위기사단 ‘뱀부나이트’들을 밤마다 잠자리에 끌어들인다는 것.
부유한 상인의 아들로 태어나 부족함을 모르고 살았던 바하문트가 왕실로부터 ‘뱀부나이트 선발심사’에 참석하라는 칙령을 받은 것은 13세 때이다. 뱀부나이트가 된다는 것은 귀족의 수치이자 위험을 동반한 일이었다. 바하문트의 아버지 빈 남작은 고심 끝에 변방의 경비를 맡고 있는 먼 일가 로페 후작의 기사후보생으로 바하문트를 보내게 된다. 그곳에서 바하문트는 혹독한 기사 훈련을 받게 되는데……

## 같이 보기
- 쥬논(작가)
- 샤피로
- 앙신의 강림
- 규토대제
- 천마선